# Los Algarrobos (Veraguas)
Los Algarrobos ist ein Corregimiento des Bezirks Santiago in der Provinz Veraguas in Panama. Bei der Volkszählung im Jahr 2023 hatte es 8218 Einwohner. Das Corregimiento erstreckt sich über eine Fläche von 63,3 km².
Die politische Verwaltungseinheit wurde durch Gesetz Nr. 58 vom 29. Juli 1998 geschaffen, infolge der Erklärung der Verfassungswidrigkeit des Gesetzes Nr. 2 von 1981.

## Bevölkerung
Die folgende Tabelle zeigt die Bevölkerung des Corregimientos Los Algarrobos, wie es in den Volkszählungen 2000, 2010 und 2023 erfasst wurde.
| Jahr         | 2000 | 2010 | 2023 |
| ------------ | ---- | ---- | ---- |
| Einwohner    | 4623 | 5490 | 8218 |
| davon Männer | 2404 | 2811 | 4086 |
| davon Frauen | 2219 | 2679 | 4132 |

## Orte
Im Corregimiento Los Algarrobos befinden sich folgende Orte:
- Altos de Los González
- El Barro
- El Brujillo
- El Carrasco
- El Embalsadero
- El Felipe
- El Llanillo
- El Porvenir
- El Zurrón
- Higo Mocho
- La Corocita
- La Iguana
- La Montañuela Abajo
- La Montañuela Arriba
- La Rufina
- Llano Largo
- Los Algarrobos
- Los Almanza
- Los Altos
- Los Balsas
- Los Barriales
- Los Hernández
- Pacora o San Pedro Pacora
- San Pedro del Rincón